# لغضيفات (أولاد سيدي بحوص)
لغضيفات هو دُوَّار يقع بجماعة أولاد سيدي عبد الحاكم، إقليم جرادة، جهة الشرق في المملكة المغربية. ينتمي الدوّار لمشيخة أولاد سيدي بحوص التي تضم 7 دواوير. يقدر عدد سكانه بـ 104 نسمة حسب الإحصاء الرسمي للسكان والسكنى لسنة 2004.

## روابط خارجية
- البوابة الوطنية للجماعات الترابية نسخة محفوظة 12 مارس 2018 على موقع واي باك مشين.
- المندوبية السامية للتخطيط